# Piper goesii
Piper goesii är en pepparväxtart som beskrevs av Truman George Yuncker. Piper goesii ingår i släktet Piper och familjen pepparväxter. Inga underarter finns listade i Catalogue of Life.